# Lý Thánh Thiên
Uất Trì Tăng Lỗ Ba (phiên âm tiếng Vu Điền: Viśa' Saṃbhava; chữ Hán phồn thể: 尉遲僧烏波; chữ Hán giản thể: 尉迟僧乌波), tên Hán là Lý Thánh Thiên (chữ Hán phồn thể: 李聖天; chữ Hán giản thể: 李圣天), là quốc vương nước Vu Điền (Khotan) ở Trung Á, tại vị 54 năm từ năm 912 đến năm 966. Ông là người Saka, một dân tộc gốc Iran. Ông sử dụng niên hiệu là "Đồng Khánh" (同慶), tương tự như một vị vua Việt Nam dưới thời nhà Nguyễn.
Không rõ ông có bao nhiêu bà vợ nhưng sử sách ghi lại rằng ông đã kết hôn cùng với con gái của Tào Nghị Kim, thủ lĩnh người Hán của Quy Nghĩa quân cát cứ ở vùng Hành lang Hà Tây. Sau khi hai người kết hôn, để thắt chặt mối quan hệ hơn nữa, Lý Thánh Thiên đã gả con gái thứ ba của mình cho cháu nội của Tào Nghị Kim là Tào Diên Lộc.
Trong Hang Mạc Cao ở Đôn Hoàng hiện còn lưu giữ bức họa có tên là Đại triều đại bảo Vu Điền quốc đại thánh đại minh thiên tử (大朝大寶于闐國大聖大明天子), một bức có tên là Đại triều Đại Vu Điền quốc đại chính đại minh thiên sách toàn phong chí hiếu hoàng đế thiên hoàng hậu Tào thị (大朝大于闐國大政大明天冊全封至孝皇帝天皇后曹氏) và một bức khác vẽ Tam công chúa nước Vu Điền có tên Đại triều Đại Vu Điền quốc Thiên sách Hoàng đế đệ tam nữ công chúa Lý thị vị tân Thái phó Tào Diên Lộc cơ cung dưỡng (大朝大于闐國天冊皇帝第三女天公主李氏為新受太傅曹延祿姬供養).
Năm 938, Lý Thánh Thiên phái Kiểm giáo Thái uý Mã Kế Vinh làm Chánh sứ, tướng quân Hoàng Môn và Quốc tử Thiếu giám Trương Tái Thông làm phó sứ cùng một số người khác đến Khai Phong phủ tiến cống Hậu Tấn Cao Tổ Thạch Kính Đường. Đến khi Triệu Khuông Dẫn kiến lập triều Tống, Lý Thánh Thiên một lần nữa cử người đến Khai Phong chúc mừng và xưng thần. Dưới thời ông trị vì, nước Vu Điền chống trả nhiều cuộc tấn công từ Khách Lạt hãn quốc.